# 송진우 (야구인)

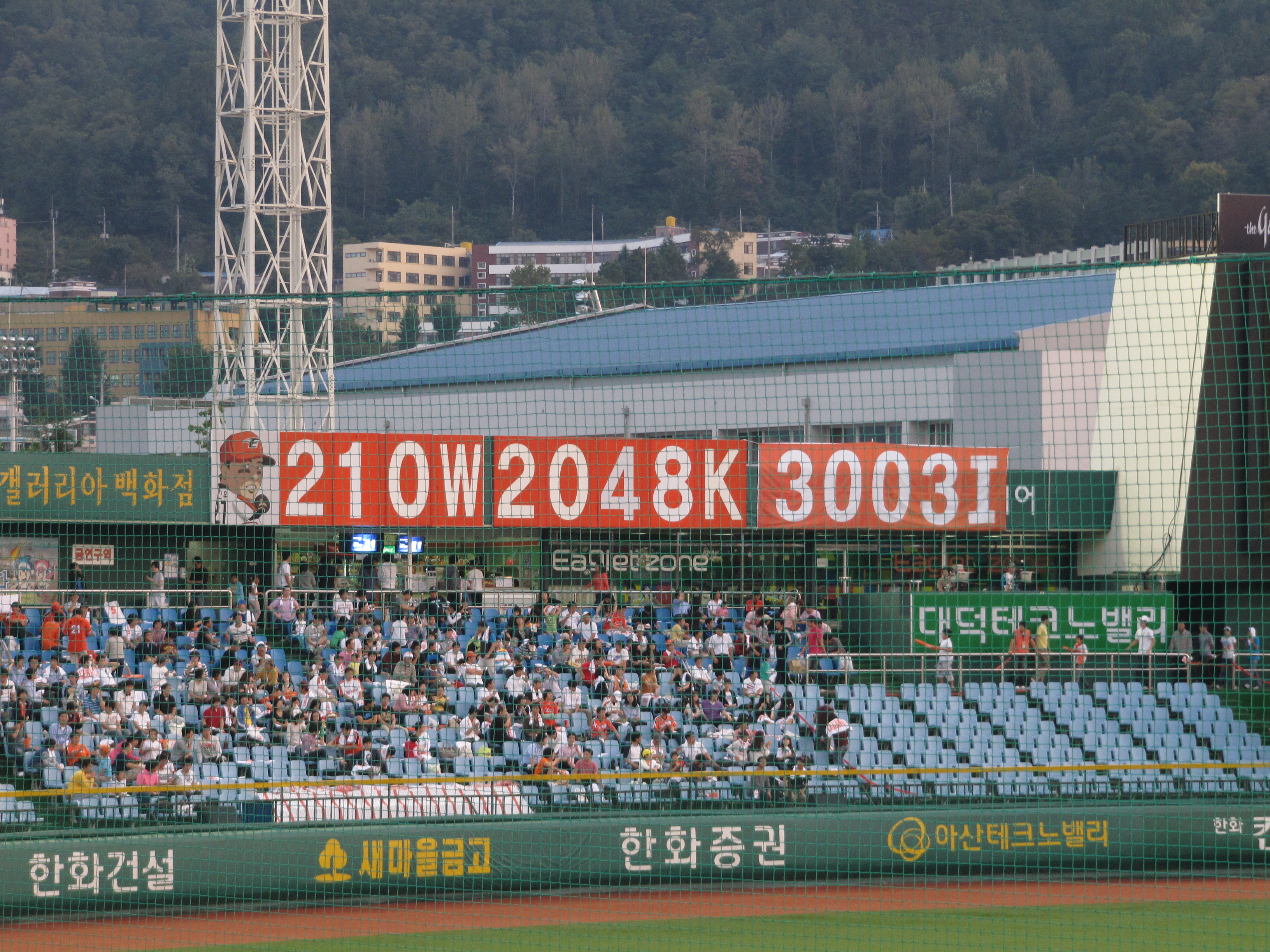
2009년 9월 23일 은퇴 경기 당시 대전 구장에 걸린 송진우 선수 기록표시판

송진우(宋津宇, 1966년 2월 16일 ~ )는 전 KBO 리그 한화 이글스의 투수이자, 현 세종원스톤세미프로야구단의 감독이다. 그의 장남은 전 KBO 리그 한화 이글스의 외야수였던 송우석이고, 차남은 KBO 리그 파주 챌린저스의 외야수인 송우현이고, 조카는 KBO 리그 LG 트윈스의 투수인 이우찬이다. 세광고등학교와 동국대학교 경영학과, 실업팀인 '세일통상'을 거쳤고, 1988년 서울 올림픽에 국가대표로 출전했다. 1989년에 계약금 4,000만원의 조건으로 빙그레 이글스에 입단해 프로 생활을 시작했다. 선수 생활 시작부터 은퇴할 때까지 한화 이글스에서만 활동한 프랜차이즈 스타였다. 철저한 자기 관리로 1989년부터 2009년까지 총 21시즌 동안 통산 200승 이상(163선발승), 2000탈삼진 이상을 기록했다.
2009년 1월 13일, 양준혁, 전준호와 함께 성구회를 창립해 초대 회장에 취임했다. 2009년 8월 16일에 은퇴를 선언했다. 2009년 9월 22일 한화 이글스는 그의 등번호 '21'번을 영구 결번 처리했고, 2009년 9월 23일에 은퇴 경기를 치렀다. 2010년부터 요미우리 자이언츠에서 코치 연수를 받았고, 한화 이글스의 투수코치로 임명되며 복귀했다.

## 선수 시절

### 아마추어 시절
세광고등학교 2학년 때인 1982년에 팀을 황금사자기 전국고교야구대회 우승으로 이끌며 주목을 받기 시작했고, 이듬해에는 대통령배 전국고교야구대회 준우승을 이끌었다. 1984년에 동국대 경영학과에 입학했고, 팀은 그의 활약에 힘입어 대통령기 전국대학야구대회 우승을 차지했다. 그러나 이듬해 왼쪽 팔꿈치 부상으로 대학 마운드에서 한동안 모습을 감췄다.

### 빙그레 이글스&한화 이글스시절
1988년 하계 올림픽 국가 대표팀으로 참가하기 위해 동국대학교 경영학과를 졸업 후 실업 야구팀인 '세일통상'에서 활동한 후 1989년에 입단(계약금 4,000만원, 연봉 1,200만원)했다. 프로 첫 데뷔전 완봉승을 포함해 첫 해 성적은 9승 10패, 9세이브였다. 8월 25일 OB전에서 2피안타 완봉승을 기록했는데 1985년 롯데 박동수와 단일 시즌 데뷔전 완봉승 최다 완봉 타이를 기록했다.1990년에 11승 7패를 기록했다.
1992년에는 KBO 리그 최초 다승(19승)과 구원(8구원승, 17세이브) 1위를 동시에 차지하는 진기록을 세웠는데 그 당시 팀은 전년도 16선발승으로 최다 선발승을 기록한 한용덕이 1992년에 6승을 기록한 후 5월 20일부터 8연패로 극심한 부진을 보여 시즌 9승 11패로 마감했고, 1993년까지 2년 연속 9선발승 11패에 그쳤으며 정민철도 1992년 시즌 중반 부상으로 결장하자 좌완 소방수였던 그가 전천후로 등판해야 했다. 2000년 5월 18일 해태와의 경기에서 9이닝 3사사구, 6탈삼진으로 KBO 리그 역대 11번째 노히트 노런을 기록했다. 이는 최고령 노히트 노런이었다.
2001년 5월 10일 두산전 선발승으로 6번째 세 자릿수 선발승 투수가 됐고, 2002년에는 18승, 2점대 평균자책점을 기록해 골든 글러브를 수상했으며 2003년에는 전년도 마무리 투수로 가능성을 보여 그 해 전담 마무리 투수로 기대를 모았던 용병 피코타가 15세이브, 6패로 중도 퇴출되자 시즌 막판에 보직을 마무리로 변경했다. 2006년 8월 29일 KIA와의 경기에서 선발 등판해 5이닝 4피안타, 1실점으로 KBO 리그 최초 통산 200승(157선발승)을 기록했다.
1999년에 한국프로야구선수협회를 만드는 데 앞장서서 자기 희생을 감수하고 초대 회장을 맡아 선수들의 지위 향상과 한국 야구의 발전을 이끌었다. 그는 이 일로 현재까지도 '회장님'으로 불릴 정도로 동료들의 사랑과 존경을 받고 있다.
2006년 일본 프로야구의 에나쓰 유타카에 이어 세계에서 두 번째 200승, 세 자릿수 세이브를 달성했다.
2009년 4월 9일 두산 베어스와의 경기에서 구원 등판해 KBO 리그 사상 첫 통산 3000이닝을 달성했다. 2009년까지 그는 현역 최고령 선수로 활동했으나 부진으로 같은 해 4월 26일 경기 이후 2군에 내려갔다. 2군에서 지속적인 훈련을 해도 더 이상 명성에 걸맞은 피칭을 할 수 없다고 판단해 후배들에게 기회를 주기 위해 2009년 8월 16일에 은퇴를 선언했고, 2009년 9월 23일에 은퇴 경기 및 은퇴식을 열었다.

## 야구선수 은퇴 후
2011년부터 한화 이글스의 투수코치로 활동했고, 2021년부터 스코어본 하이에나들의 감독으로 활동했다.

## 트리비아
- 2000년 1월 22일 KBO 리그 선수들은 자신들의 권익 보호를 위해 '한국 프로 야구 선수협회'를 창립하는 총회를 열었고, 초대 회장으로 그가 추대됐다. 선수협회의 회장으로서의 의무를 충실히 이행함에 따라 선수들과 일반인들의 귀감이 됐고, 이로 인해 '회장님'이라고 불렸다.

그는 선수 시절 술, 담배를 멀리 하며 철저히 자기 관리를 하는 패턴 때문에 후배 야구 선수들에게 친한 형님보다는 접근이 어려운 이미지가 강했다. 그의 팀 후배인 김태균은 한 프로그램의 인터뷰에서 
| “ | 송진우 선배님 같은 분들에 대해 욕하는 사람들도 있다. 대부분 야구로 최고가 된 사람들에겐 적이 많더라. 하지만 내 생각은 다르다. 선배님 같은 분들은 철저하게 야구를 잘하기 위해 모든 것을 바쳤다. 그 과정에서 당연히 서운해 하는 사람들도 생겼을 것이다. 그러나 우리는 야구 선수다. 야구 잘 하는 것이 먼저다. 스스로 참고 자제하며 대기록을 세운 선배님이다. 난 정말 선배를 존경한다. | ” |
|   | — 김태균 |   |

라고 말했다.

## 논란
- KBS N 스포츠에서 야구 해설을 하던 도중 선수 시절 글러브에 바셀린을 바르고 투구를 했다는 사실을 밝혔다. 이로 인해 그가 부정 투구를 한 것이 아니냐는 이야기가 돌았으나 그는 "한 점 부끄럼 없다"며 오히려 당당한 모습을 보였다. 그는 선수 시절 활약에 비해 해설 위원으로는 딱딱하고 진부한 모습을 보여 야구팬들로부터 해설위원으로서 자질이 없다는 소리를 많이 들었는데 이 사건으로 인해 그 여파가 더 확장됐다.

## 출신 학교
- 증평초등학교
- 세광중학교
- 세광고등학교
- 동국대학교

## 배우자
- '정해은' (1969년~2011년)->2011 년 7월 1일 간암으로 사망

## 주요 기록
| 기록                   | 날짜        | 소속   | 구장 | 상대팀   | 상대 타자 | 경기 결과 | 경기수 | 달성 당시 나이  | 기타                                                                           | 각주   |
| ---------------------- | ----------- | ------ | ---- | -------- | --------- | --------- | ------ | --------------- | ------------------------------------------------------------------------------ | ------ |
| 첫 출장                | 1989. 4. 12 | 빙그레 | 대전 | 롯데     |           |           |        |                 | 완봉승                                                                         |        |
| 노히트 노런            | 2000. 5. 18 | 한화   | 광주 | 해태     |           |           |        |                 | 9이닝, 4사구 3개, 6탈삼진, 역대 11번째                                         |        |
| 세 자릿수 선발승       | 2001. 5. 10 | 한화   | 잠실 | 두산     |           |           |        |                 | 역대 6번째                                                                     |        |
| 147승                  | 2002. 4. 23 | 한화   | 청주 | SK       |           |           |        |                 | 종전 : 선동열 (146승)                                                          |        |
| 150승                  | 2002. 5. 19 | 한화   | 대전 | 삼성     |           |           |        |                 | 역대 최초                                                                      |        |
| 500경기 출장           | 2003. 9. 13 | 한화   | 대전 | LG       |           |           |        | 37세 6개월 27일 | 역대 6번째                                                                     |        |
| 1701탈삼진             | 2004. 5. 22 | 한화   | 대전 | KIA      | 김경진    |           |        |                 | 선발 등판 5회 2사 탈삼진. 종전 : 이강철 (1700탈삼진)                           |        |
| 최고령 무사사구 완봉승 | 2005. 9. 8  | 한화   | 인천 | SK       |           | 4-0 승    |        | 39세 6개월 22일 | 종전: 박철순 (38세 5개월)                                                      |        |
| 11시즌 두자리 수 승리  | 2005. 9. 14 | 한화   | 대전 | KIA      |           |           |        |                 | 선발 등판 5.2이닝 동안 6안타, 4볼넷, 2실점, 9-2 승                             |        |
| 200승                  | 2006. 8. 29 | 한화   | 광주 | KIA      |           |           |        |                 | 선발 5이닝, 4피안타 1실점, 10-1승                                              |        |
| 투수 최고령 출장       | 2007. 5. 26 | 한화   | 대전 | 두산     |           |           |        | 41세 3개월10일  | 9회 1-3 등판                                                                   |        |
| 최고령 세이브          | 2007. 5. 31 | 한화   | 사직 | 롯데     |           |           |        | 41세 3개월 15일 | 9회초 2-5에서 등판 (유격수 땅볼, 삼진, 2루 땅볼) 종전: 박철순(40세 4개월 18일) | [ 19 ] |
| 최고령 홀드            | 2007. 6. 5  | 한화   | 수원 | 현대     |           |           |        | 41세 3개월 20일 | 6회 1-4에서 등판 (1⅔이닝 2피안타 2삼진 1볼넷 무실점)                           | [ 20 ] |
| 최고령 선발 승리 투수  | 2008. 5. 25 | 한화   | 대전 | 삼성     |           |           |        | 42세 3개월 9일  | 선발 등판. 5이닝 3피안타 1실점                                                 | [ 21 ] |
| 2000 탈삼진            | 2008. 6. 6  | 한화   | 대전 | 히어로즈 | 송지만    |           |        |                 | 8회 2사후, 송지만 타석때 2-2 상황에서 헛스윙 삼진                              |        |
| 최고령 완투            | 2008. 7. 25 | 한화   | 사직 | 롯데     |           |           |        | 42세 5개월 9일  | 선발 등판(5회말 2사후 강우 콜드) 종전 : 송진우 (만 39세 6개월 23일)            |        |
| 210승 최고령 승리 투수 | 2009. 4. 8  | 한화   | 대전 | 두산     |           |           |        |                 | 6회초 0-2에서 등판(1.2이닝 2탈삼진)                                            | [ 22 ] |
| 3000이닝 투구          | 2009. 4. 9  | 한화   | 대전 | 두산     |           |           |        |                 | 7회 무사에서 등판(0.2이닝)                                                     |        |

- 진한 바탕은 KBO 리그 최초 기록임

## 통산 기록
| 연 도           | 소 속           | 나 이           | 승  | 패  | 승 률 | 평 자 책 | 출 장 | 선 발 | 완 투 | 완 봉 | 세 이 브 | 홀 드 | 이 닝  | 피 안 타 | 피 홈 런 | 볼 넷 | 고 4 | 탈 삼 진 | 몸 맞 | 보 크 | 폭 투 | 실 점 | 자 책 | 타 자 수 | W H I P |
| --------------- | --------------- | --------------- | --- | --- | ----- | -------- | ----- | ----- | ----- | ----- | -------- | ----- | ------ | -------- | -------- | ----- | ---- | -------- | ----- | ----- | ----- | ----- | ----- | -------- | ------- |
| 1989            | 빙그레          | 25              | 12  | 9   | .474  | 2.81     | 35    | 12    | 5     | 2     | 9        | 0     | 156.2  | 116      | 7        | 88    | 9    | 97       | 5     | 1     | 2     | 57    | 49    | 659      | 1.30    |
| 1990            | 빙그레          | 26              | 11  | 7   | .611  | 1.82     | 50    | 1     | 0     | 0     | 27       | 0     | 128.1  | 80       | 2        | 54    | 6    | 102      | 0     | 0     | 6     | 29    | 26    | 503      | 1.04    |
| 1991            | 빙그레          | 27              | 11  | 10  | .524  | 2.78     | 36    | 17    | 11    | 1     | 11       | 0     | 184.1  | 142      | 13       | 65    | 3    | 126      | 7     | 1     | 4     | 67    | 57    | 747      | 1.12    |
| 1992            | 빙그레          | 28              | 19  | 8   | .704  | 3.25     | 48    | 17    | 4     | 1     | 17       | 0     | 191.1  | 157      | 17       | 97    | 4    | 130      | 4     | 0     | 15    | 79    | 69    | 815      | 1.33    |
| 1993            | 빙그레          | 29              | 7   | 7   | .500  | 3.72     | 25    | 4     | 0     | 0     | 8        | 0     | 72.2   | 64       | 8        | 32    | 1    | 53       | 3     | 0     | 5     | 40    | 30    | 313      | 1.32    |
| 1994            | 한화            | 30              | 9   | 10  | .474  | 3.92     | 33    | 17    | 3     | 0     | 10       | 0     | 133.0  | 119      | 10       | 59    | 4    | 90       | 5     | 0     | 7     | 76    | 58    | 580      | 1.34    |
| 1995            | 한화            | 31              | 13  | 8   | .619  | 3.20     | 26    | 26    | 7     | 1     | 0        | 0     | 183.0  | 165      | 11       | 75    | 0    | 121      | 4     | 0     | 5     | 78    | 65    | 781      | 1.31    |
| 1996            | 한화            | 32              | 15  | 9   | .625  | 3.25     | 31    | 30    | 5     | 0     | 0        | 0     | 213.0  | 185      | 18       | 84    | 7    | 160      | 10    | 0     | 12    | 80    | 77    | 885      | 1.26    |
| 1997            | 한화            | 33              | 6   | 12  | .333  | 4.60     | 27    | 20    | 5     | 1     | 0        | 0     | 146.2  | 156      | 17       | 49    | 2    | 73       | 12    | 1     | 5     | 85    | 75    | 636      | 1.40    |
| 1998            | 한화            | 34              | 6   | 10  | .375  | 4.79     | 24    | 19    | 1     | 0     | 0        | 0     | 114.2  | 125      | 19       | 43    | 1    | 72       | 3     | 0     | 3     | 66    | 61    | 498      | 1.47    |
| 1999            | 한화            | 35              | 15  | 5   | .750  | 4.00     | 35    | 26    | 8     | 2     | 6        | 0     | 186.2  | 180      | 24       | 61    | 2    | 132      | 3     | 1     | 7     | 99    | 83    | 792      | 1.29    |
| 2000            | 한화            | 36              | 13  | 2   | .867  | 3.40     | 28    | 19    | 2     | 1     | 4        | 1     | 135.0  | 121      | 19       | 56    | 1    | 105      | 5     | 0     | 4     | 60    | 51    | 574      | 1.31    |
| 2001            | 한화            | 37              | 10  | 8   | .556  | 3.84     | 37    | 24    | 1     | 0     | 2        | 0     | 185.1  | 181      | 20       | 86    | 6    | 139      | 9     | 0     | 5     | 99    | 79    | 814      | 1.44    |
| 2002            | 한화            | 38              | 18  | 7   | .720  | 2.99     | 31    | 30    | 8     | 1     | 0        | 0     | 220.0  | 199      | 16       | 54    | 2    | 165      | 11    | 1     | 2     | 82    | 73    | 905      | 1.15    |
| 2003            | 한화            | 39              | 9   | 7   | .563  | 3.12     | 42    | 14    | 1     | 0     | 7        | 2     | 129.2  | 111      | 9        | 40    | 1    | 93       | 6     | 1     | 5     | 48    | 45    | 534      | 1.17    |
| 2004            | 한화            | 40              | 11  | 8   | .579  | 3.61     | 28    | 26    | 1     | 0     | 1        | 0     | 172.0  | 162      | 19       | 44    | 1    | 100      | 7     | 0     | 5     | 73    | 69    | 729      | 1.20    |
| 2005            | 한화            | 41              | 11  | 7   | .611  | 3.81     | 23    | 22    | 1     | 1     | 0        | 0     | 127.2  | 126      | 13       | 42    | 1    | 88       | 7     | 0     | 2     | 61    | 54    | 551      | 1.32    |
| 2006            | 한화            | 42              | 8   | 8   | .500  | 3.60     | 26    | 26    | 0     | 0     | 0        | 0     | 147.1  | 147      | 10       | 47    | 1    | 94       | 9     | 0     | 6     | 64    | 59    | 624      | 1.32    |
| 2007            | 한화            | 43              | 2   | 2   | .500  | 4.54     | 42    | 1     | 0     | 0     | 1        | 10    | 35.2   | 34       | 5        | 10    | 1    | 29       | 1     | 0     | 2     | 19    | 18    | 150      | 1.23    |
| 2008            | 한화            | 44              | 6   | 8   | .429  | 4.48     | 31    | 25    | 1     | 0     | 0        | 2     | 132.2  | 141      | 13       | 62    | 1    | 73       | 6     | 0     | 0     | 72    | 66    | 582      | 1.53    |
| 2009            | 한화            | 45              | 1   | 0   | 1.000 | 7.36     | 14    | 1     | 0     | 0     | 0        | 2     | 7.1    | 7        | 2        | 7     | 1    | 6        | 0     | 0     | 0     | 7     | 6     | 36       | 1.91    |
| KBO 통산 : 21년 | KBO 통산 : 21년 | KBO 통산 : 21년 | 210 | 153 | .579  | 3.51     | 672   | 377   | 64    | 11    | 103      | 17    | 3003.0 | 2718     | 272      | 1155  | 55   | 2048     | 117   | 6     | 102   | 1341  | 1170  | 12708    | 1.29    |

- 시즌 기록 중 굵은 글씨는 해당 시즌 최고 기록, 빨간 글씨는 KBO 리그 역사상 최고 기록

## 같이 보기
- KBO 리그 탈삼진 관련 기록